# Neriene sundaica
Neriene sundaica är en spindelart som först beskrevs av Simon 1905.  Neriene sundaica ingår i släktet Neriene och familjen täckvävarspindlar. Inga underarter finns listade i Catalogue of Life.